# Batalló del Principat
El Batalló del Principat fou un batalló de tropes regulars catalanes que va lluitar en la Guerra dels Segadors, aixecat d'acord amb l'usatge princeps namque.
Pocs dies després de la victòria de Barcelona, el 14 de febrer, arribava l'ajuda de l'exèrcit francès de terra de Philippe de La Mothe-Houdancourt i l'armada de Jean Armand de Maillé-Brézé, el 1642 es forma el Batalló del Principat d'exèrcit regular que lluitarà amb l'exèrcit francès, amb de 5.000 soldats d'infanteria, composta per 4 terços de 1.250 homes en 10 companyies de 125 homes cadascuna dirigits per Josep Sacosta, i 500 de cavalleria en 8 companyies comandats per Josep d'Ardena, que es paguen amb l'impost del batalló.
| «                      | "Forma Cataluña batallón de cinco mill ynfantes y quinientos cavallos (...) montados y amonicionados. Formóse para este efecto, en veinte y cinco de febrero de mill y seiscientos y quarenta y dos [?], una junta en la Diputación (...). Presidía en ella don Miguel de Torralla, con asistencia de los diputados de Cataluña, y un conseller de Barcelona. Nombróse por gobernador d'este batallón don Joseph Sacosta, y por gobernador de la cavallería a don Joseph d'Ardena(...)" . | » |
| — Francesc P. de Panno | |   |

El 1652 amb la caiguda de Barcelona el Batalló desapareix, però tot indica que el regiment de cavalleria de Ardena és el successor immediat de la cavalleria del Batalló.
El 1655 les autoritats franceses reconstituïren el Batalló amb uns efectius més reduïts de només dos regiments. Aquest any i el següent hi ha constància de la seva intervenció en diverses operacions. De totes maneres, havent nomenat oficials francesos i no catalans com a comandaments de la tropa, la recluta va ser molt escassa. El 1656 amb la contracció de les zones de recluta sota control de la monarquia francesa, les referències al Batalló desapareixen.